# Amund Grøndahl Jansen
Amund Grøndahl Jansen (Nes, 11 de febrero de 1994) es un ciclista noruego profesional miembro del equipo Uno-X Mobility.

## Palmarés
2016
- ZLM Tour
- Tour de Gironde, más 1 etapa
- 1 etapa del Tour del Porvenir

2019
- 1 etapa del ZLM Tour
- Campeonato de Noruega en Ruta

## Resultados en Grandes Vueltas y Campeonatos del Mundo
| Carrera         | Carrera         | 2013 | 2014 | 2015 | 2016 | 2017  | 2018  | 2019  | 2020  | 2021 | 2022  | 2023 | 2024 |
| --------------- | --------------- | ---- | ---- | ---- | ---- | ----- | ----- | ----- | ----- | ---- | ----- | ---- | ---- |
|                 | Giro de Italia  | —    | —    | —    | —    | —     | —     | —     | —     | —    | —     | —    | —    |
|                 | Tour de Francia | —    | —    | —    | —    | —     | 139.º | 140.º | 128.º | Ab.  | 132.º | —    | —    |
|                 | Vuelta a España | —    | —    | —    | —    | —     | —     | —     | —     | —    | —     | —    | —    |
| Mundial en Ruta | Mundial en Ruta | —    | —    | —    | —    | 101.º | —     | 17.º  | —     | —    | —     | —    | —    |

—: no participa

Ab.: abandono